# 戴衢亨
戴衢亨（1755年—1811年），字荷之，號蓮士，室名震無咎齋，江西南安府大庾縣籍，江南徽州府休寧縣隆阜人，清朝政治人物。

## 生平
太僕寺少卿戴第元之子，文淵閣大學士戴均元之侄，湖北學政戴心亨之弟。乾隆三十六年（1771年）辛卯科江西鄉試第二十二名舉人。乾隆四十一年（1776年）乾隆帝召試，授內閣中書。乾隆四十三年（1778年）戊戌科一甲第一名進士（狀元）。授翰林院修撰，不依附和珅，屢遭貶抑，嘉慶元年（1796年）擢侍讀學士，嘉慶二年（1797年）加三品卿銜，嘉慶四年（1799年）以軍機處行走，著加恩於紫禁城內騎馬，嘉慶十四年（1809年）於萬壽節期間晉太子少師，嘉慶十五年（1810年）授體仁閣大學士。嘉慶十六年（1811年）四月病逝，享年五十七歲，嘉慶帝下詔優恤，稱其謹飭清慎，實為國家得力大臣，並親臨賜奠，追贈太子太師，入祀賢良祠，諡文端。與父戴第元、叔父戴均元、兄戴心亨等並稱“西江四戴”。

## 纪念
- 今南昌市內狀元橋即為紀念戴衢亨而建[9]。

- 高雄市鳳山區五甲龍成宮，俗稱五甲廟。主祀天上聖母、清水祖師、戴府元帥(戴府千歲)，合稱「三境主」。其中戴府元帥即為戴衢亨[10]。

## 家庭
子戴嘉端，以父蔭襲雲騎尉。

## 延伸阅读
[在维基数据编辑]
 《清史稿·卷128》
 《清史稿/卷341》，出自趙爾巽《清史稿》
 在维基共享资源阅览影像